# Laccophilus ramuensis
Laccophilus ramuensis är en skalbaggsart som beskrevs av Balke, Larson och Lars Hendrich 1997. Laccophilus ramuensis ingår i släktet Laccophilus och familjen dykare. Inga underarter finns listade i Catalogue of Life.